# Oskar Enckell
Oskar Paul Enckell, född 1878, död 1960, var en finländsk militär. Han var son till Carl Enckell och bror till Carl Enckell.
Enckell blev officer i rysk tjänst 1897, deltog som generalstabsofficer i rysk-japanska kriget 1904–1905, blev överste 1912 och var militärattaché i Rom 1914–1918. Efter första världskriget återvände Enckell till Finland och blev tillförordnad chef för kustförsvaret 1919, generalmajor och chef för generalstaben samma år samt generallöjtnant 1924, då han erhöll avsked ur aktiv tjänst. Enckell pressades av avgå från generalstaben och det militära på grund av jägarofficerarna. De lyckades i mitten av 1920-talet utmanövrera de så kallade "ryssofficerarna" från den finska officerskåren. Efter avskedet tog Enckell anställning inom den skogsindustrin. 1928 utsågs han till VD för Läskelä aktiebolag i Sordavala. Under vinterkriget 1939–1940 handplockades Enckell av C. G. E. Mannerheim som Finlands representant till London och Paris i diskussionerna om materialhjälp samt frivilliga. Enckell var även med i de fredsförhandlingar med Sovjetunionen som  påbörjas hösten 1944. Han togs med i fredsdelegationen eftersom det behövdes personer med goda ryska kunskaper. Då president J. K. Paasikivi sammankallade en arbetsgrupp i mars 1948 som skulle diskutera VSB-paktens utformande deltog Enckell som sakkunnig. Enckell har utgett Småstaternas försvarsproblem (1925).